# Ernest Bujok
Ernest (Ernst) Bujok (ca. 1952) is business unit manager bij Concentra Media. Hij is er verantwoordelijk voor de audiovisuele afdeling. Bujok is in die hoedanigheid gedelegeerd bestuurder van TV Limburg nv, TV Oost-Vlaanderen nv, Havana nv, The Rosenblum Institute nv en bestuurder van Vlaanderen 1 nv, RTVM nv, en ATV nv. Van opleiding is hij kunstschilder. Na zijn hogere studies (1970 -1977) werkt hij een tiental jaren voor het Studiecentrum voor Pedagogie in Hasselt.
In 1982 wordt hij persoonlijk medewerker van toenmalig SP parlementslid Willy Claes. Wanneer de SP in 1987 regeringsverantwoordelijkheid krijgt en Willy Claes vervolgens minister van Economische zaken en daarna minister van Buitenlandse zaken wordt, gaat Bujok met hem mee. In 1993 wordt Willy Claes Nato secretaris-generaal.
Intussen is Ernest Bujok fractieleider voor de SP in de gemeenteraad van Hasselt, lid van het nationaal partijbureau en eerste opvolger (van Willy Claes) in de Kamer van volksvertegenwoordigers. Hij wordt in die periode gezien als coming man binnen de SP. Op een partijcongres probeert Bujok in een toespraak de oren te wassen van jonge partijvoorzitter Frank Vandenbroucke, maar wordt meteen teruggefloten door de toenmalige partijleiding.
Eind 1993 breekt het Agustaschandaal uit. Willy Claes wordt gedwongen tot ontslag en Bujok komt in het oog van de storm. Door die storm neemt Bujok ontslag uit al zijn politieke functies. Eind 1994 wordt Bujok in verdenking gesteld in de SIM-affaire, een van de gerechtelijke dossiers rond de sluiting van de Kempense Steenkoolmijnen in Limburg. Na een gerechtelijk onderzoek inzake partijfinanciering komt Bujok, dertien jaar na de feiten, eindelijk voor de rechtbank. Na een voorwaardelijke veroordeling van twee maanden in eerste aanleg te Hasselt (voor het gebruik van valse documenten voor de belastingaangifte in 1993), wordt hij een jaar later voor het Hof van Beroep in Antwerpen volledig vrijgesproken. Zijn politieke carrière is dan al lang voorbij.
In 1994 vertrekt Bujok voor een jaar naar het buitenland. In 1996 wordt hij door Peter Baert, Gedelegeerd bestuurder van Concentra Media, gevraagd om hem te helpen met wat toen 'de nieuwe media' werd genoemd. In 2000 schrijft Bujok een blauwdruk 'nieuwe media' voor Concentra en richt hij Avalon op, de audiovisuele afdeling van Concentra media waar Bujok tot op vandaag nog werkt.